# 森本善七

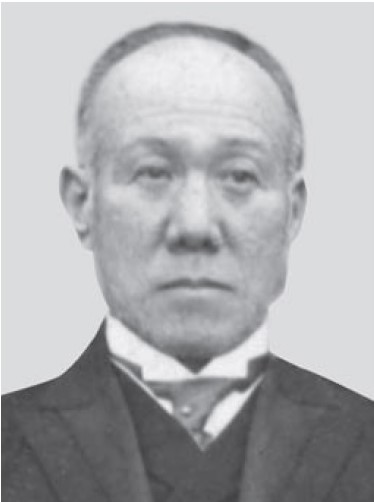
森本善七

森本 善七（もりもと ぜんしち、1855年3月28日（安政2年2月11日）- 1928年（昭和3年）5月1日）は、明治から大正時代の政治家、実業家。貴族院多額納税者議員。

## 経歴
尾張国知多郡大野村（愛知県知多郡大野町を経て現常滑市）出身。萩原宗平の長男として生まれる。元治元年6月（1864年7月）2代善七の養子となり明治4年8月（1871年）家督を相続し、天明元年創業の小間物商笹屋3代目となる。1881年（明治14年）愛知県会議員に当選。ついで名古屋市会議員、同参事会員、名古屋商業会議所常議員、名古屋銀行頭取、名古屋株式取引所理事長、東海倉庫、日本車輌製造各社長、尾張紡績、帝国撚糸などの重役を歴任した。
1925年（大正14年）愛知県多額納税者として貴族院議員に互選され、同年9月29日から務め、在任中に死去した。